# Saint-Germain-d'Arcé
Saint-Germain-d'Arcé è un comune francese di 386 abitanti situato nel dipartimento della Sarthe nella regione dei Paesi della Loira.

## Società

### Evoluzione demografica
Abitanti censiti